# Assier
Assier is een gemeente in het Franse departement Lot (regio Occitanie) en telt 535 inwoners (1999). De plaats maakt deel uit van het arrondissement Figeac.

## Geografie
De oppervlakte van Assier bedraagt 16,7 km², de bevolkingsdichtheid is 32,0 inwoners per km².

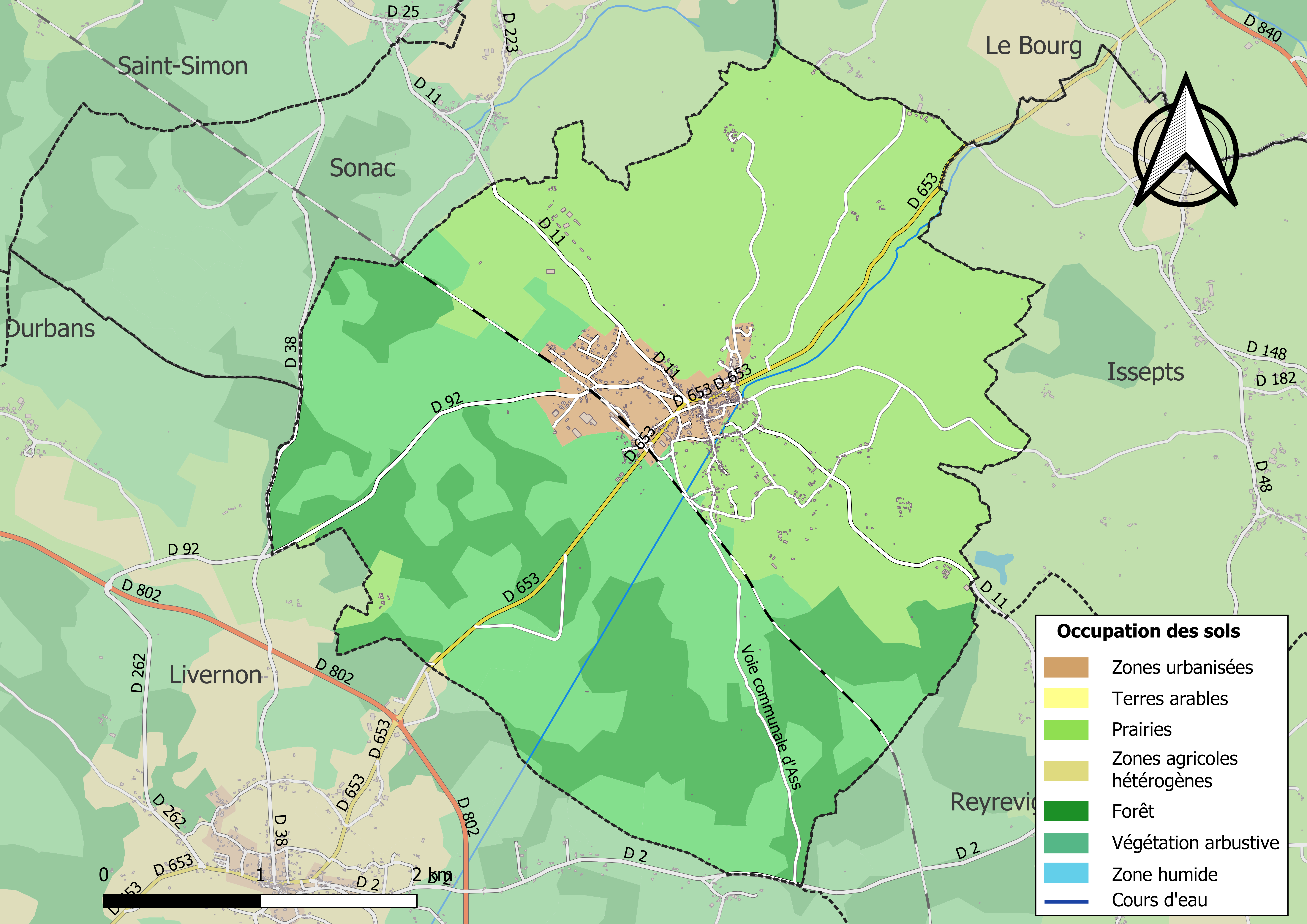
Kaart van de gemeente met de belangrijkste infrastructuur, bodemgebruik en omliggende gemeenten

## Verkeer
In de gemeente ligt het     spoorwegstation Assier.

## Demografie
Onderstaande figuur toont het verloop van het inwonertal (bron: INSEE-tellingen).

## Afbeeldingen

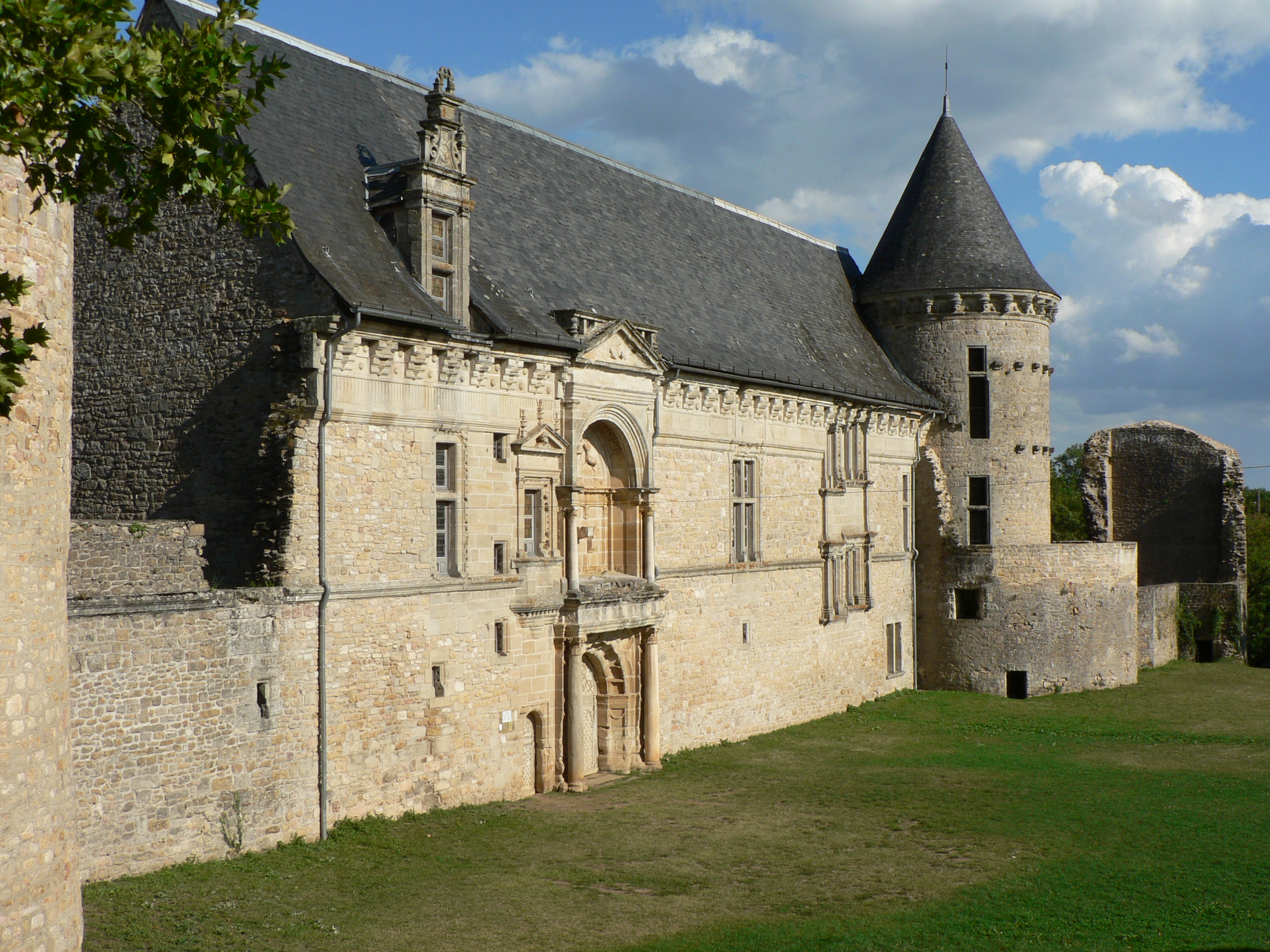
Château d'Assier
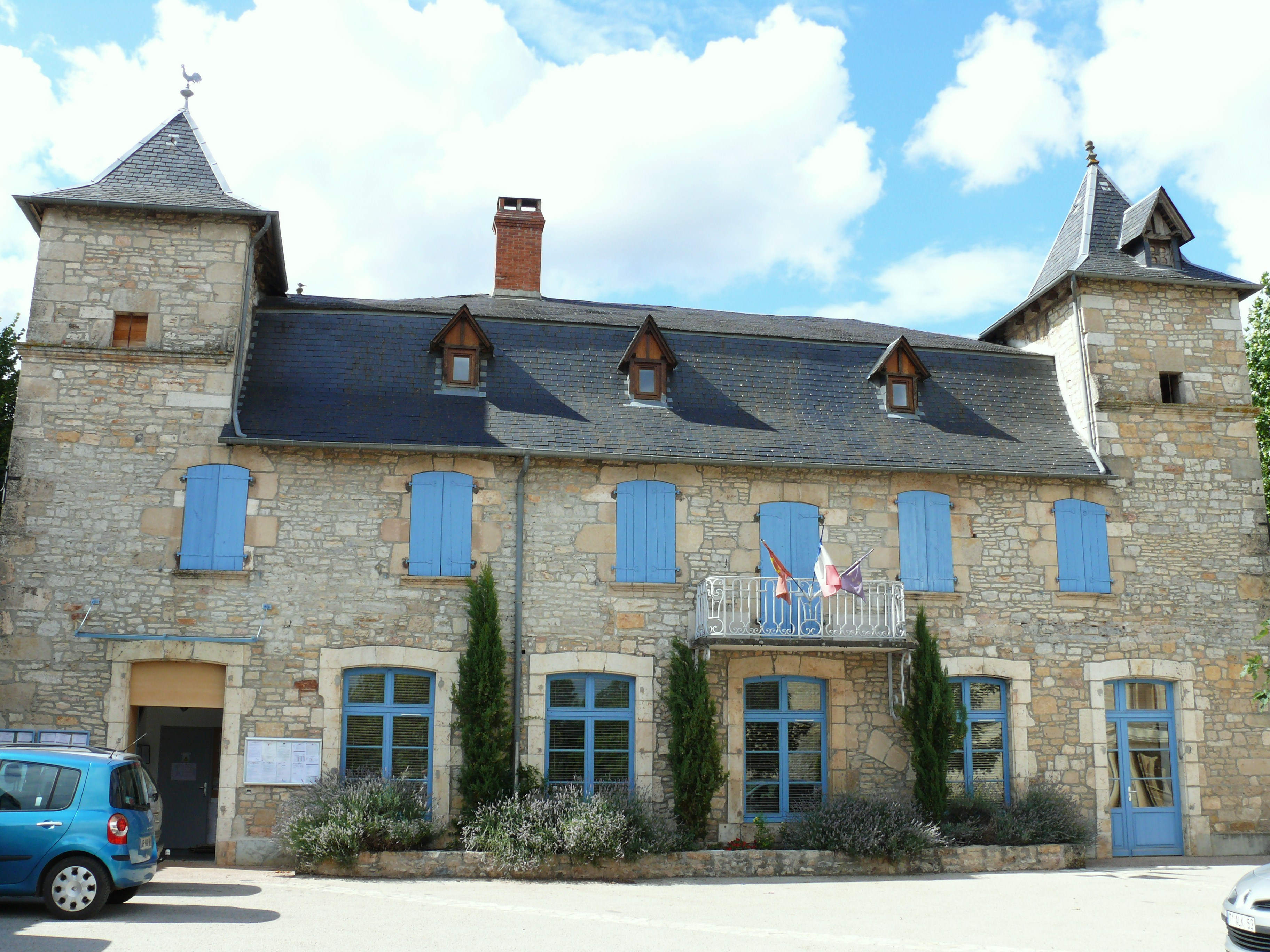
Gemeentehuis
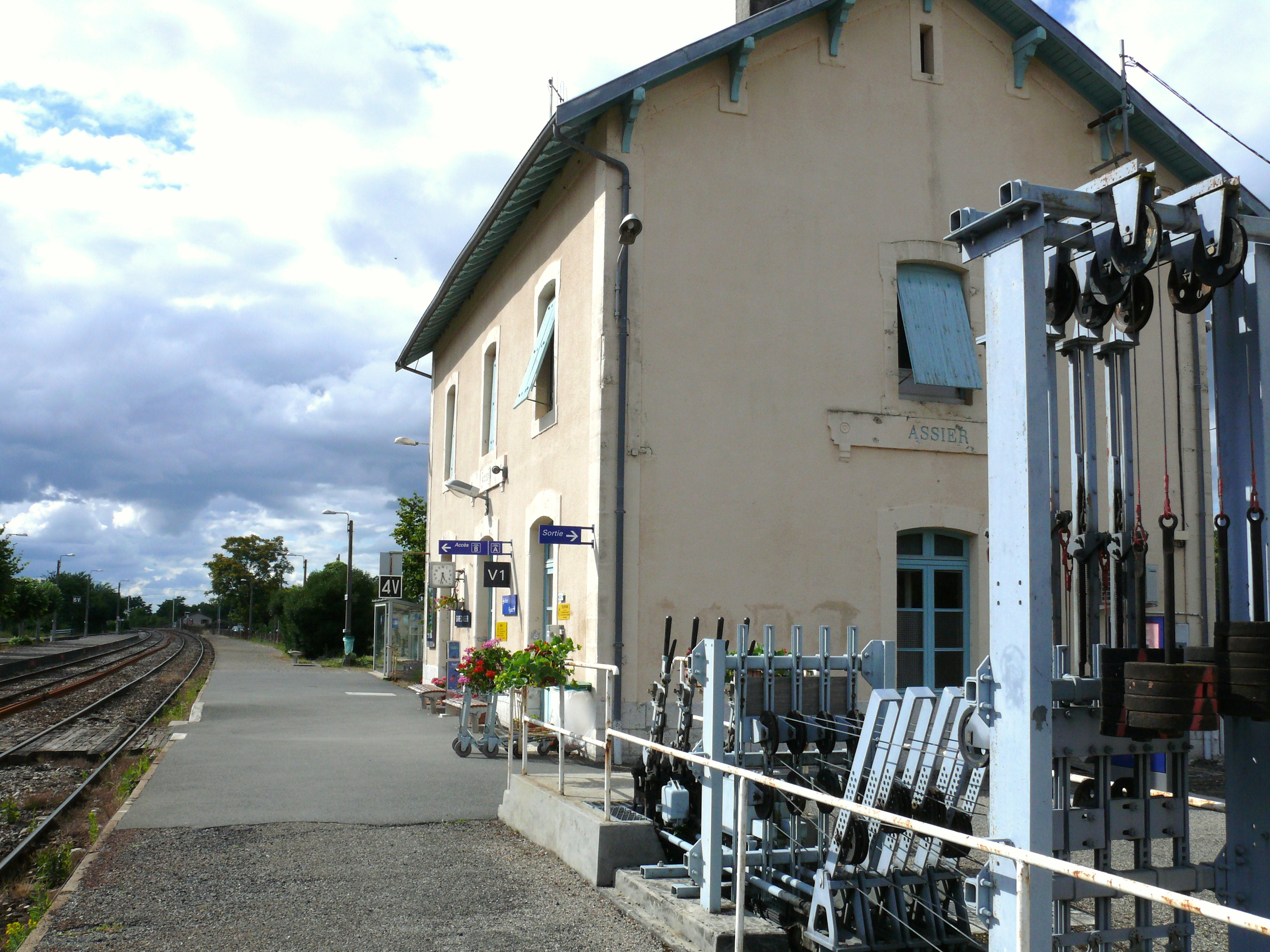
Station